# Xã Thetford, Michigan
Xã Thetford (tiếng Anh: Thetford Township) là một xã thuộc quận Genesee, tiểu bang Michigan, Hoa Kỳ. Năm 2010, dân số của xã này là 7.049 người.